# Playing the Angel
Playing the Angel is het elfde album van Depeche Mode en is uitgekomen op 17 oktober 2005. Het is bekendgemaakt door de Touring the Angel tour. Kenmerkend voor het album is dat het gemaakt is na het scheiden van Martin Gore, in de songteksten is het duidelijk kenbaar dat het omtrent verdriet, hoop en pijn gaat. Met meer dan 3,543,000 albums verkocht is dit een van de best verkopende van Depeche Mode.

## Track listing
Alle nummers zijn geschreven door Martin Gore, uitgezonderd waar anders is aangegeven.
1. "A Pain That I'm Used To" – 4:11
2. "John the Revelator" – 3:42
3. "Suffer Well" (Dave Gahan, Christian Eigner, Andrew Phillpott) – 3:49
4. "The Sinner in Me" – 4:56
5. "Precious" – 4:10
6. "Macro" – 4:03
7. "I Want It All" (Gahan, Eigner, Phillpott) – 6:09
8. "Nothing's Impossible" (Gahan, Eigner, Phillpott) – 4:21
9. "Introspectre" – 1:42
10. "Damaged People" – 3:29
11. "Lilian" – 4:49
12. "The Darkest Star" – 6:55

### Bonus tracks
- "Clean" – 3:44
- "Free" – 5:11
- "Newborn"
- "Waiting for the Night"